# Borys Mychajlov
Borys Andrijovytj Mychajlov (ukrainska: Борис Андрійович Михайлов), född 25 augusti 1938 i Charkov, Ukrainska SSR, Sovjetunionen (i nuvarande Ukraina), är en ukrainsk fotograf. År 2000 tilldelades han Hasselbladpriset.